# گیلبرت اسمیتسون ادیر
گیلبرت اسمیتسون ادیر (انگلیسی: Gilbert Smithson Adair؛ ۱۸۹۶ – ۱۹۷۹) یک زیست‌شیمی‌دان اهل بریتانیا فعالیت در زمینه پروتئین بود. 